# Julien Dumas
Pour les articles homonymes, voir Dumas.
Julien Dumas, né le 1er octobre 1857 à Sèvres (Hauts-de-Seine) et mort le 21 avril 1910 à Auch (Gers), est un homme politique conservateur et antisémite français

## Biographie
Avocat à Toulouse, magistrat et journaliste, il est élu maire de Luzenac et député de l'Ariège de 1893 à 1902, siégeant sur les bancs des républicains libéraux, après avoir été monarchiste et bonapartiste. En 1898, le rallié Julien Dumas est qualifié de candidat "patronné par l'évêché".
En 1896, il a accepté de faire partie d'une commission chargée de départager les candidats à un concours organisé par le journal antisémite La Libre Parole « sur les moyens pratiques d'arriver à l'anéantissement de la puissance juive en France ».
Antidreyfusard, il est un ardent partisan de la condamnation d'Alfred Dreyfus.
Il était l'oncle de Pierre Dumas, journaliste et résistant.